# السفينة الشبح (فلم 2002)
السفينة الشبح (بالإنجليزية: Ghost Ship) هو فيلم رعب تم إنتاجه في أستراليا والولايات المتحدة وصدر في سنة 2002. من بطولة غابريل بيرن وجوليانا مارغوليس وديسموند هارينغتون وأيزيا واشنطن.

## الميزانية والإيرادات
بلغت تكلفة إنتاج الفيلم حوالي 20 مليون دولار بينما حقق إيرادات تقدر بـ 68.3 مليون دولار.

## وصلات خارجية
- مقالات تستعمل روابط فنية بلا صلة مع ويكي بيانات